# Бушор, Морис
Морис Бушор (фр. Maurice Bouchor; 1855—1929) — французский поэт, драматург и писатель; брат художника Жозефа-Феликса Бушора (фр. Joseph-Félix Bouchor; 1853—1937).

## Биография
Морис Бушор родился 18 ноября 1855 года в Париже.
Уже в девятнадцатилетнем возрасте издал свой первый сборник стихов «Chansons joyeuses» (1874 год), затем: «Poèmes de l’Amour et de la Mer» (1876), «Le Faust Moderne» (1878), «Contes Parisiennes» (1880), «L’Aurore» (1883); «Les Symboles» (1888), «Dieu le veut» (драма, 1888).
Из других его драматических произведений, разбросанных по литературным сборникам, наиболее известно либретто оперетты «Miss Helliet».
Морис Бушор не примыкает ни к одному из резко определённых направлений новой французской поэзии. Его философия — школы Альфонса де Ламартина и Альфред де Виньи; по романтичности образов — он скорее ученик Виктора Гюго. Общий характер поэзии М. Бушора — искренность, непосредственность, любовь к природе и отсутствие тщательной отделки стиха. Произведения его не проникнуты одной общей идеей; следуя одно за другим, они представляют последовательный ход развития философской мысли поэта.

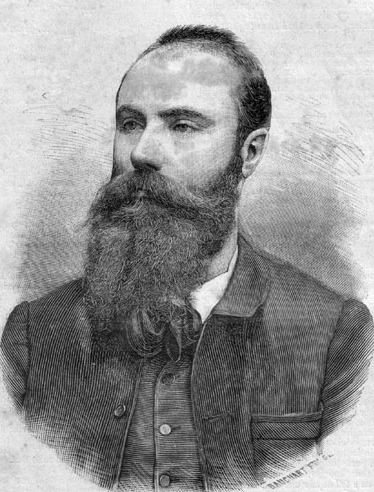
Морис Бушор

В первых сборниках — «Chansons Joyeuses» и «Poèmes de l’Amour» — отражается упоение бытием, жажда жизни, страсти молодости; поверхностный материализм этого периода смягчается страстной любовью автора к природе; он подчиняет любви к бессмертной стихии, к вечно прекрасному морю земную любовь к женщине; отдельные пьесы сборника достигают большой красоты в описаниях и очень выдержаны по настроению.
«Le Faust Moderne» — вторая стадии в эволюции поэзии Бушора, переход к философскому пониманию жизни и судеб человечества. Одиночество человека среди природы, его беспомощность против стихий возбуждают в поэте веру в слепой рок, тяготеющий над людьми. Отсюда полное отрицание разумного Божества и апофеоз материи, в общем — учение Лукреция, облеченное в форму, заимствованную у Кристофера Марло. План поэмы страдает двойственностью: Фауст обставлен, с одной стороны, средневековыми атрибутами, вокруг него совершаются чудеса; с другой же стороны, чудеса эти происходят в среде, не верящей в них, так как Фауст и его окружающие — вполне современные люди, стоящие на высоте современной науки.
Вторая часть («Spleen») более удачна, особенно пьеса «Tour de Babel». Бушор заканчивает примирительной нотой, его успокаивает красота мироздания и внутреннее сознание, что под случайными страданиями людей таится великий закон порядка и гармонии. Конфликт идей, выразившийся в «Фаусте», переходя затем в конфликт чувств, вызвал «l’Aurore».
В сборнике «Les Symboles» поэт хочет выразить своё преклонение перед таинственным высшим существом, употребляя для этого прекрасные слова, вырвавшиеся, очевидно, из глубоко потрясенной души.
Собрание сочинений поэта было издано Шарпантье.
Морис Бушор умер 18 января 1929 года в родном городе.